# 1999 HJ12
1999 HJ12, também escrito como 1999 HJ12, é um objeto transnetuniano (TNO) que está localizado no cinturão de Kuiper, uma região do Sistema Solar. Este corpo celeste é classificado como um cubewano. Ele possui uma magnitude absoluta (H) de 7,4 e, tem um diâmetro estimado com cerca de 146 km, por isso é pouco provável que possa ser classificado como um planeta anão, devido ao seu tamanho relativamente pequeno.

## Descoberta
1999 HJ12 foi descoberto no dia 18 de abril de 1999 pelos astrônomos R. L. Millis e Marc W. Buie.

## Órbita
A órbita de 1999 HJ12 tem uma excentricidade de 0.045 e possui um semieixo maior de 42.943 UA. O seu periélio leva o mesmo a uma distância de 41.023 UA em relação ao Sol e seu afélio a 44.863.